# Huset Waldburg

Vapen för Waldburg

Huset Waldburg är en furstlig familj från övre Schwaben, grundad någon gång före 1100-talet; vissa yngre grenar är grevliga familjer.

## Alttrauchburg
År 1258 hade förläningen för slottet Alttrauchburg getts till förvaltarna av Waldburgs slott, som köpte det rakt av 1306 från greven, som hade hamnat i skuld. Den tornliknande kärnstrukturen utvidgades och byggdes på. Söderut anlades den stora ytterförgården tillsammans med sitt starka, rektangulära, förskjutna torn.
Som ett resultat bodde Waldburgarna mestadels i slottet själva eller lät det förvaltas av fogdar (1418 Hans von Mühlegg). År 1429 gick Trauchburg till den jakobinska linjen av familjen. Vissa herrar nämns i källorna som "dåliga förvaltare", dvs. de var ständigt i ekonomiska svårigheter.
Som ett resultat av fångenskap och skador i olika konflikter utvidgades och förstärktes slottet Alttrauchburg på 1500-talet och uppgraderades till en representativ säte för territoriellt herrskap och förvaltning. År 1628 blev Waldburgarna riksgrevar och flyttade 1690 till sitt schloss i Kißlegg, övergav sitt säte i Trauchburg och använde det som stenbrott för det nya schloss i Kißlegg.
År 1772 dog den jakobinska linjen av Waldburgarna ut med greve Francis Charles Eusebius. Godset gick till linjen av grevarna av Waldburg-Zeil och slottet ägs fortfarande av denna familj idag.

## Anmärkningsvärda medlemmar
- Conrad av Winterstetten (d. 1243), kejserlig butler, prokurator av Schwaben, förmyndare för Henrik (VII) och Konrad IV
- Georg Truchsess von Waldburg, (25 januari 1488 – 29 maj 1531), även känd som Bauernjörg. Han föddes i Waldsee, son till Johannes d. j. v. Waldburg och Helene grevinna von Zollern. Vid Böblingen 12 maj 1525, i en av de blodigaste slagen i Tyska bondekriget, attackerade Jörg Truchsess von Waldburg en styrka på 15 000 beväpnade bönder, varav 3 000 dödades. Han gifte sig med Appolonia von Waldburg-Sonnenberg 1509; och, andra gången, med Maria von Oettingen (11 april 1498 – 18 augusti 1555). Georg III ("Bauernjörg"), des H.R.R. Erbtruchseß (1519–1531), fältkapten i Schwabiska förbundet.[1]Mall:Better source needed
- Otto Truchsess von Waldburg
- Christoph Truchsess von Waldburg (d. 1612)
- Gebhard Truchsess von Waldburg (1546–1601). Ärkebiskop och kurfurste av Köln, 1577–1588. Se även Kölnkriget
- Karl, Truchsess von Waldburg (1547–1593)
- Sigmund Christoph von Waldburg (1754-1814), den sista biskop av Chiemsee.
- Alois Graf von Waldburg-Zeil (1933-2014), tysk politiker, chef och jordägare
- Clemens Graf von Waldburg-Zeil (född 1960), tysk entreprenör, chef och jordägare

## Grevskap
- Waldburg-Waldburg
- Waldburg-Capustigall
- Waldburg-Wurzach
- Waldburg-Sonnenburg
- Waldburg-Friedburg-Scheer
- Waldburg-Wolfegg-Zeil
- Waldburg-Waldsee
- Waldburg-Scheer
- Waldburg-Trauchburg
- Waldburg-Wolfegg
- Waldburg-Zeil